# Грабарь, Эммануил Иванович
Эммануил Иванович Грабарь (венг. Hrabár Manó; 7 октября 1831, Требушаны, Марамарош, Королевская Венгрия, Австрийская империя — 1910, Российская империя) — карпаторусинский и венгерский общественный деятель, юрист, депутат венгерского парламента Австро-Венгрии. Зять Адольфа Добрянского, отец Владимира Грабаря и Игоря Грабаря. 

## Биография
Родился 7 октября 1831 года в селе Трибуша (теперь часть села Деловое, Украина) в семье войскового греко-католического священника Ивана Грабаря (Яноша Храбара по-венгерски), мать — Юлия Гаджега.
Учился в гимназии в городе Кошице. Осенью 1848 года вступил в ряды венгерских революционных сил национальной обороны, был унтер-офицером в лагере для новобранцев в Кечкемете. В мае 1849 года возглавил 91-й батальон революционных войск. Вместе с двумя ротами вверенного ему подразделения сложил оружие при капитуляции гарнизона крепости Мукачево 17 августа 1849 года.
В 1850-е годы изучал юриспрудению в Пештском университете, становится адвокатом.
С 1861 года — заседатель в суде комитата (жупы) Мараморош.
В 1863 году женился на Ольге Добрянской.
С 1867 года вновь — адвокат, член объединения ветеранов революционной армии комитата Мармарош.
В 1869 году избран депутатом Палаты представителей венгерского парламента от села Волове Поле Верховинского округа жупы Мараморош (в настоящее время — посёлок городского типа Межгорье, Украина).
С 1871 года вместе с В. Ф. Кимаком издавал сатирическую газету либерально-буржуазного русофильского направления «Сова».
После 1871 года был вынужден эмигрировать. Обосновался сначала в Италии, где на протяжении трёх лет являлся домашним учителем детей П. П. Демидова, а через три года последовал за ними в Париж.
В 1876 году прибыл в Россию и стал преподавателем гимназии сначала в Егорьевске и в Рязанской губернии, потом в Измаиле и, наконец, в Юрьеве. Здесь он был назначен помощником ректора университета.
В течение 1879—1880 годов в Россию переехала его жена Ольга Грабарь с сыновьями.
Последние годы жизни провёл в Российской империи. Умер в 1910 году.